# 新竹公園湖畔料亭
新竹公園湖畔料亭，位於臺灣新竹市東區新竹公園，原為1931年興建的新竹市市營休憩所，1935年為配合臺灣博覽會而擴建成料亭，戰後時期成為空軍眷村，今列歷史建築。

## 歷史

### 最初使用

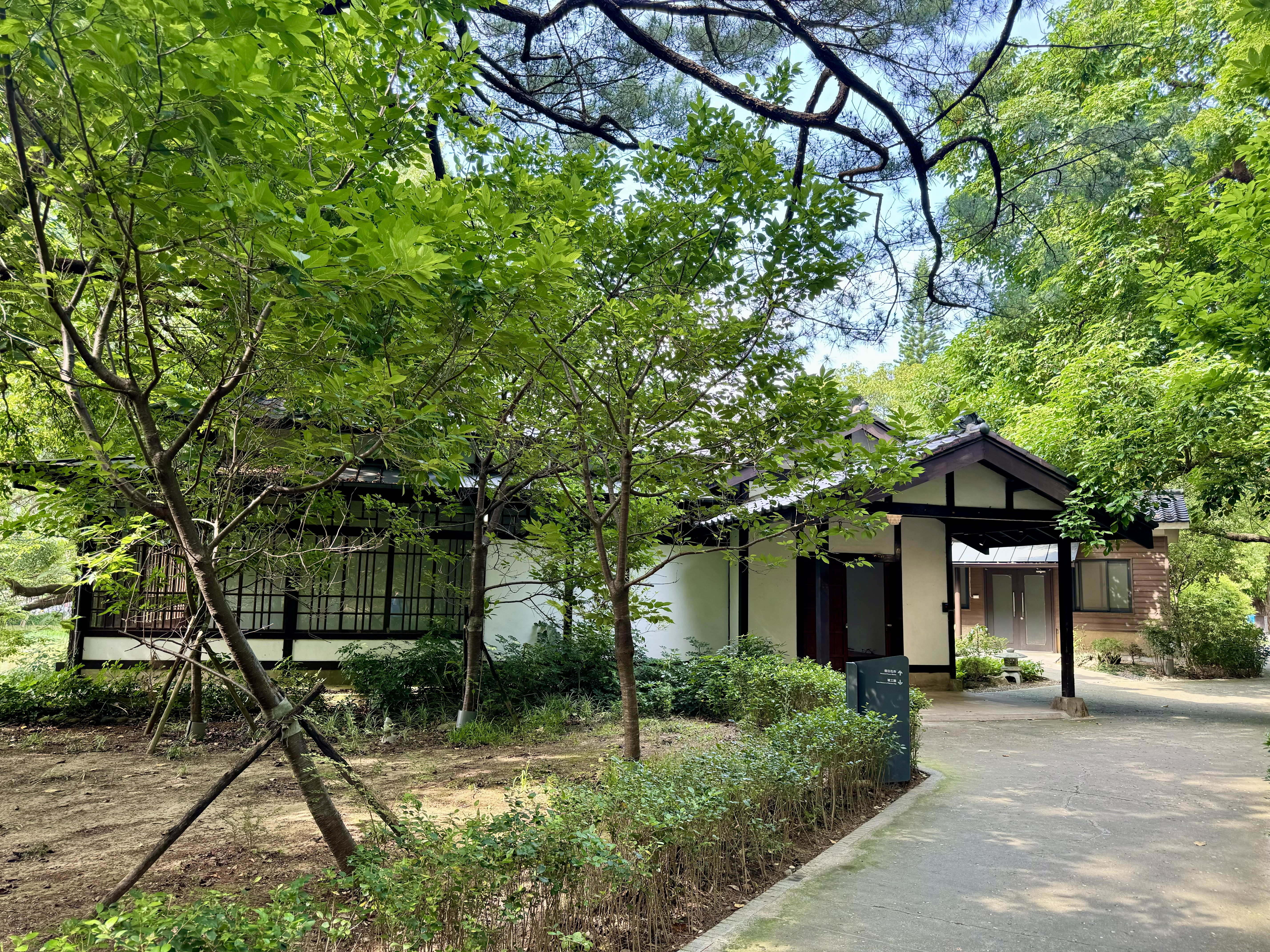
湖畔料亭A棟

今存於新竹公園麗池岸緣的湖畔料亭，原先為1931年興建的市營休憩所，1935年因配合臺灣博覽會擴建。這些料亭初建之初就稱為「湖畔料亭」，結構採洋小屋式木屋架，整體佔地0.6公頃。料亭隱蔽於林蔭小徑間，以搭配石橋與石椅的步道、廊道相連，高低錯落，以不同的方位朝向湖畔，即能欣賞湖景也保有各自的隱私。鄭世璠收藏1931年的照片有客人在池邊划舟、唱歌喝酒，顯得詩情畫意。
據當地人鄭信南表示，湖畔料亭、八千代、千草料亭在日治時並列新竹市的三大酒家。湖畔料亭經營者，為在新竹車站對面經營塚迺家旅社的只左善一郎之姊。蘇春濤解說湖畔料亭消費者以日本官員和軍人居多，並會叫新竹戲院和樂民戲院附近市區的酒家女來作陪。1945年在新竹航空隊檢查班任職的謝煌坤回憶，二戰期間，日軍在延平路和經國路交叉口設立慰安所。來自朝鮮的慰安婦會被送到湖畔料亭，陪伴駐紮新竹空軍機場的神風特攻隊。

### 改為眷村

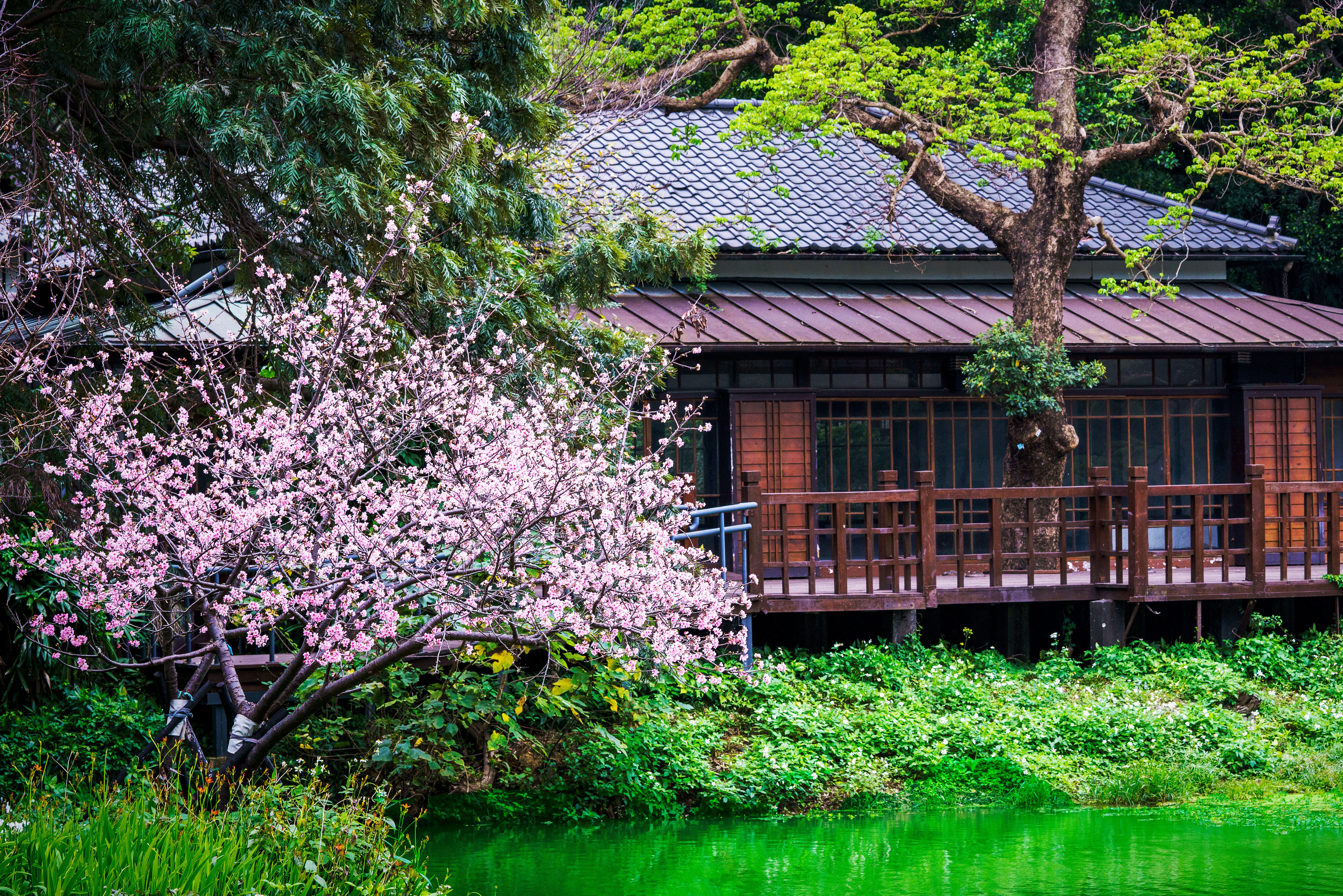
湖畔料亭B棟

二次大戰後，料亭先作為空軍子弟小學（載熙國小前身）臨時校舍。耆老指出，在1950年後，湖畔料亭才改稱「空軍十一村」。中華民國空軍在新竹市設置22處眷村，其中的空軍十一村也涵蓋竹蓮國小與竹蓮市場一帶。空軍接收10棟湖畔料亭，先安排給空軍八大隊、十一大隊、二十大隊的飛行員及眷屬居住，1954年後再給空軍第二基地勤務大隊。鍾淑姬兒時就曾在此玩樂。鄰近處就是曾作為軍用機場建設主力的空軍工程聯隊隊部。

### 獲得保留

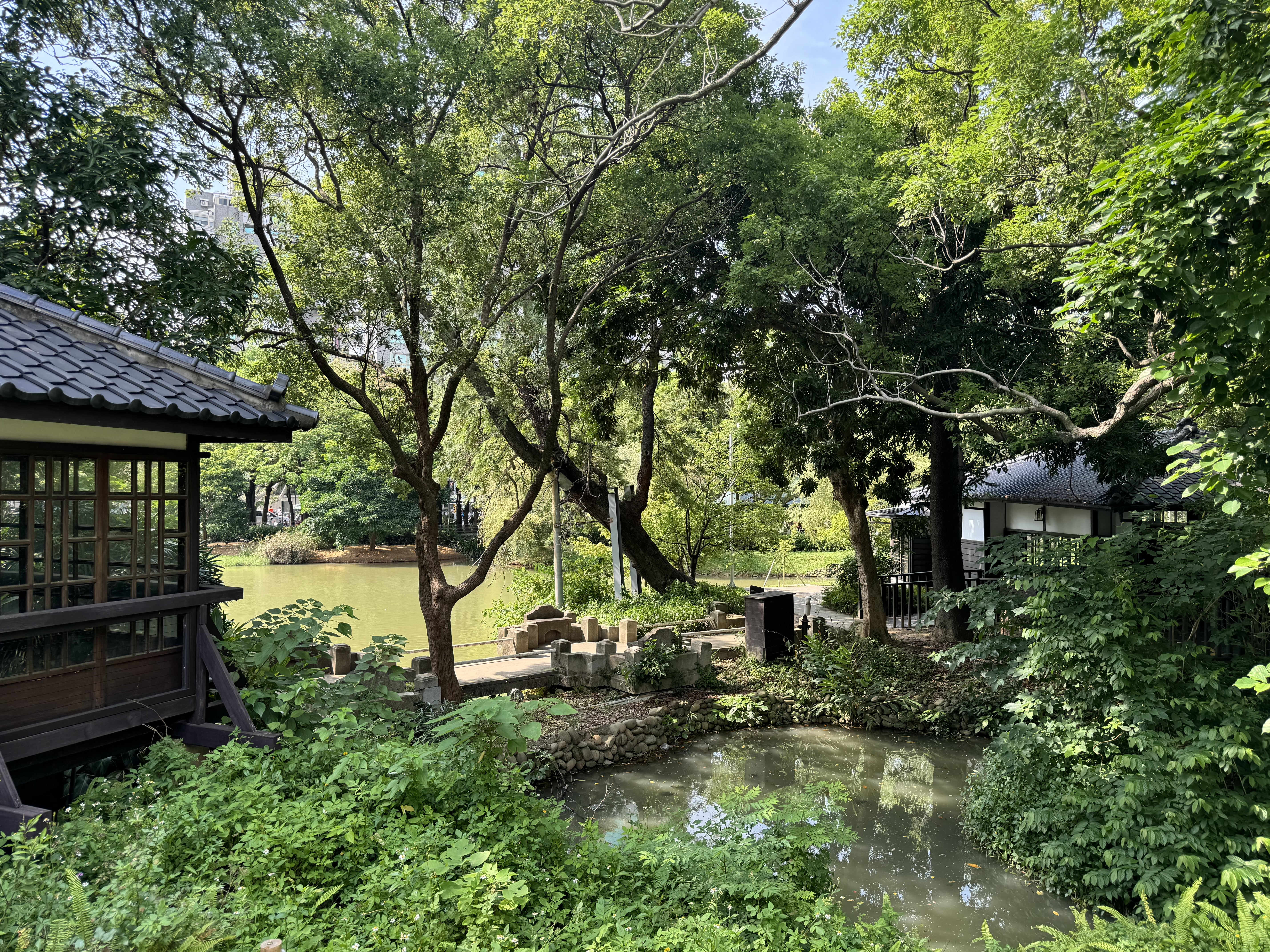
湖畔料亭B棟往C棟步道

1996年9月20日，國防部推出新竹市眷村改建計畫草案，計畫將空軍十一村的眷戶遷到忠勇營區。
至1997年時，湖畔料亭納歸回新竹市政府財產。該年，因新竹市政府計畫將料亭拆除作公二公園，住戶只剩2戶。其中的公園路261、265號等戶毀於火災。10月7日，新竹文化協會舉行公聽會，面對新竹交通大學教授劉育東力主保留料亭，受文化中心主任洪惠冠、國代鍾淑姬、種籽工作室曾繡雅、國民黨市長候選人林志成、民進黨市長候選人蔡仁堅都支持下，市府建設局長吳宗錤回應年底不會拆除。11月8日，新竹文化協會召集人謝英俊舉行「新竹文化生態打分數」公共論壇時，建築師林志成、庶民文化工作室林漢泉都都提及湖畔料亭。年末12月6日凌晨，又1棟料亭毀於火災，引起國大代表鍾淑姬、新竹文化協會召集人謝英俊在8日在現場表達不滿。12月10日，新當選市長蔡仁堅宣告上任後他將保存和維護。
1998年4月27日，台灣省政府文化處第二科股長鄭慕寧、該科官員楊金玉，先在新竹市立文化中心接受中華大學景觀建築系教授陳湘媛的簡報後，表示能夠支援。10月8日，新竹文化協會、新竹野鳥學會、種籽文化工作室、庶民文化工作室、公園社區發展協會、自助旅遊協會、水木書苑、公害防治協會、綠色和平組織等團體，憂心湖畔料亭狀況，因此組成「湖畔料亭-空軍十一村再生行動聯盟」，開始進駐。
之後，湖畔料亭獲文建會補助兩筆經費，以新台幣800萬元整復、100萬元作營運規劃。1999年3月6日，受市府委託的謝英俊建築師在現場舉行細部設計規畫報告，宣布會對殘餘的4棟進行修復。荒野保護協會新竹分會進行自發性景觀調查，提出將水池濬通成為活水、全數保留當地茄冬、銀樺等。
2001年3月14日，日本東京藝術大學教授益田兼房勘查，稱讚爭取保留的湖畔民眾俱樂部成員。3月16日，行政院文建會委員委員平珩、林志成、林信和、邱上嘉、陳朝興等訪視。

### 社團爭取

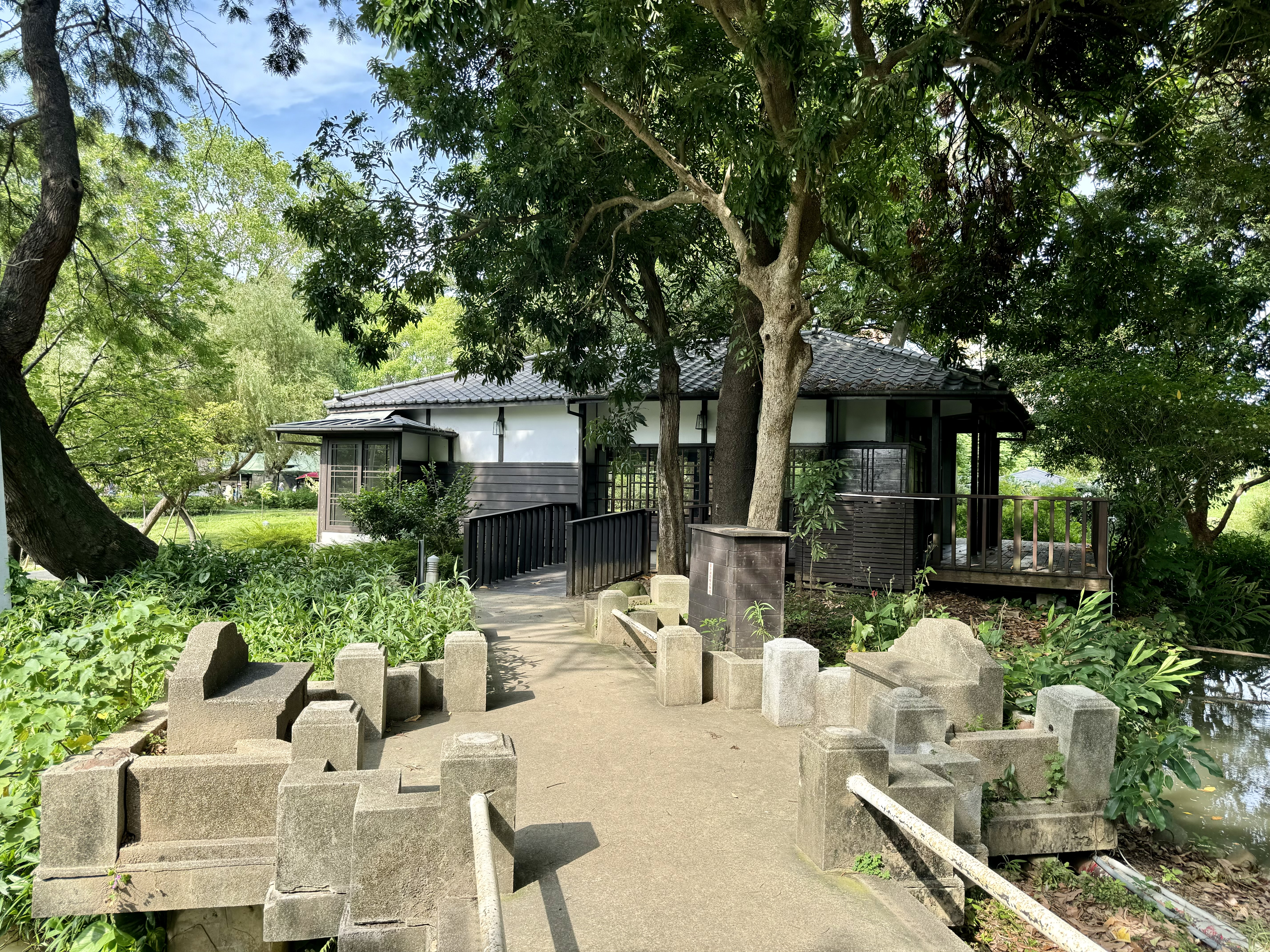
湖畔料亭C棟前步道

1999年11月20日，爭取料亭活化的何志元等人成立湖畔民眾俱樂部，市長蔡仁堅出席。2000年12月16日，中華大學建築系副教授康旻杰受文建會邀請，在湖畔料亭演講「閒置空間的更生使用機制的建構--政府與民間的角色分工」。
在市長蔡仁堅時代，因不少藝文團體看上湖畔料亭的優美環境，各自爭取作場地。如新竹文化協會2000年5月12日表示要作地方社區終身學習場所、玻璃工藝協會前理事長蔡松平2001年8月27日主張作玻璃市集、擎天自強協會前理事長鄭炳熹在2002年2月27日建議作眷村博物館。至林政則上任市長後，推動新竹市動物園擴園計劃，湖畔料亭把納入園區範圍。動物園長洪明仕的構想是分別作為咖啡館、歷史館、姊妹市館、社團市民館。
2002年2月24日，建築師謝英俊主持第二階段設計規劃，提議學習宜蘭設治紀念館，先收回公辦以茶房方式經營，再研擬委民間經營，但未得到與會社團代表新竹市文化協會、中華民國綠色陣線協會、三文化工作室與北埔大隘社、美濃愛鄉協進會代表曾繡雅、林靖凱、陳板、李允斐等人接受。該年5月28日，謝英俊再度提出利用報告，結果依然受到社團質疑。

### 整修風波

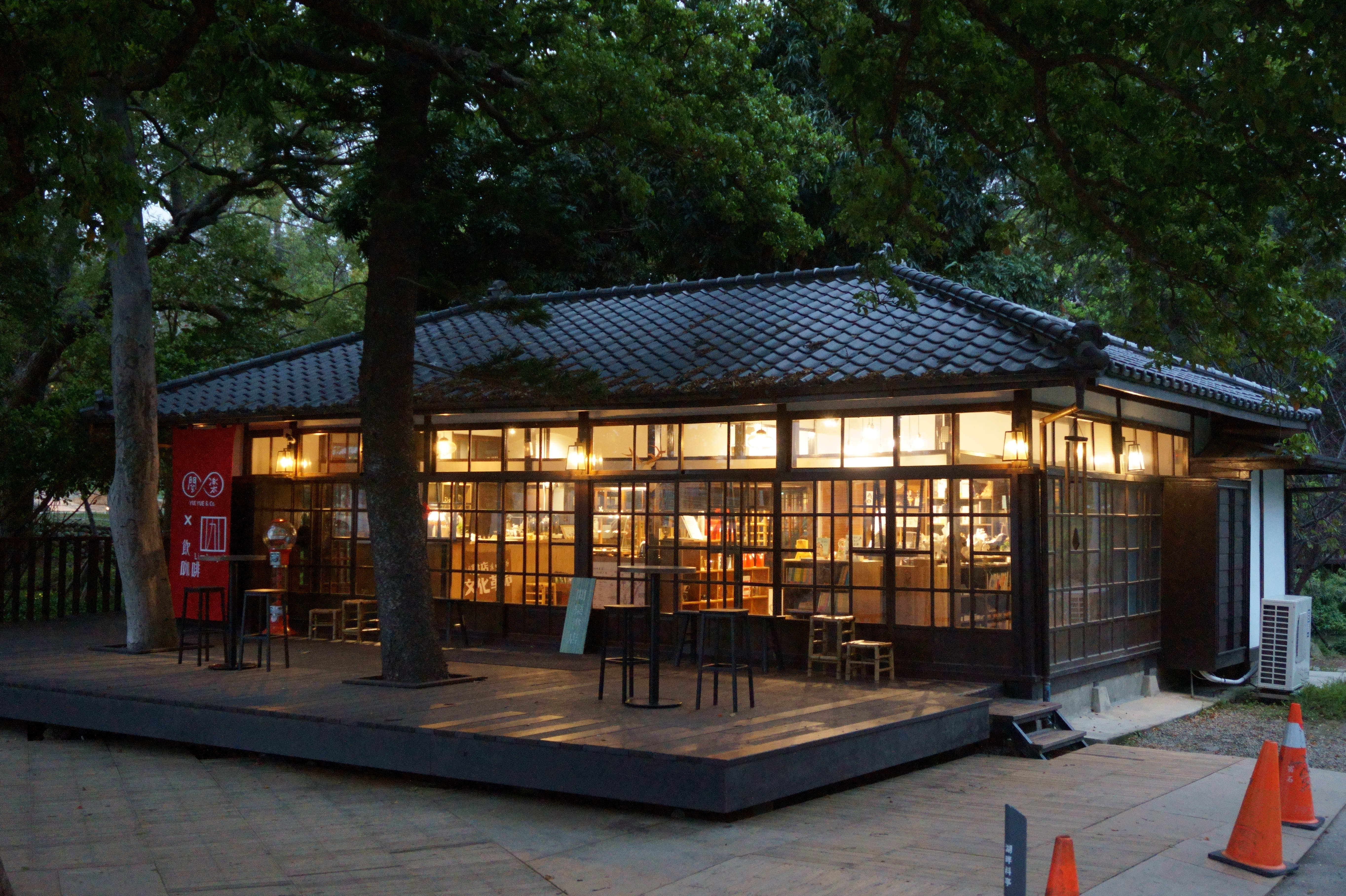
湖畔料亭C棟

2001年整修動工不久，10月29日，湖畔民眾俱樂部理事長何志元、立法委員朱惠良踏勘第一期整修工程，批評湖畔料亭未做好規劃先施工。料亭經二年多整修，2003年7月已接近完工。9月20日，湖畔民眾俱樂部、荒野保護協會、搶救公園綠地自救會招開記者會，批評市府以現代樣品屋工法整修是不當、偷工減料。
日後《我的億萬麵包》、《田英雄》等電視劇登曾來此取景。

### 活化運用

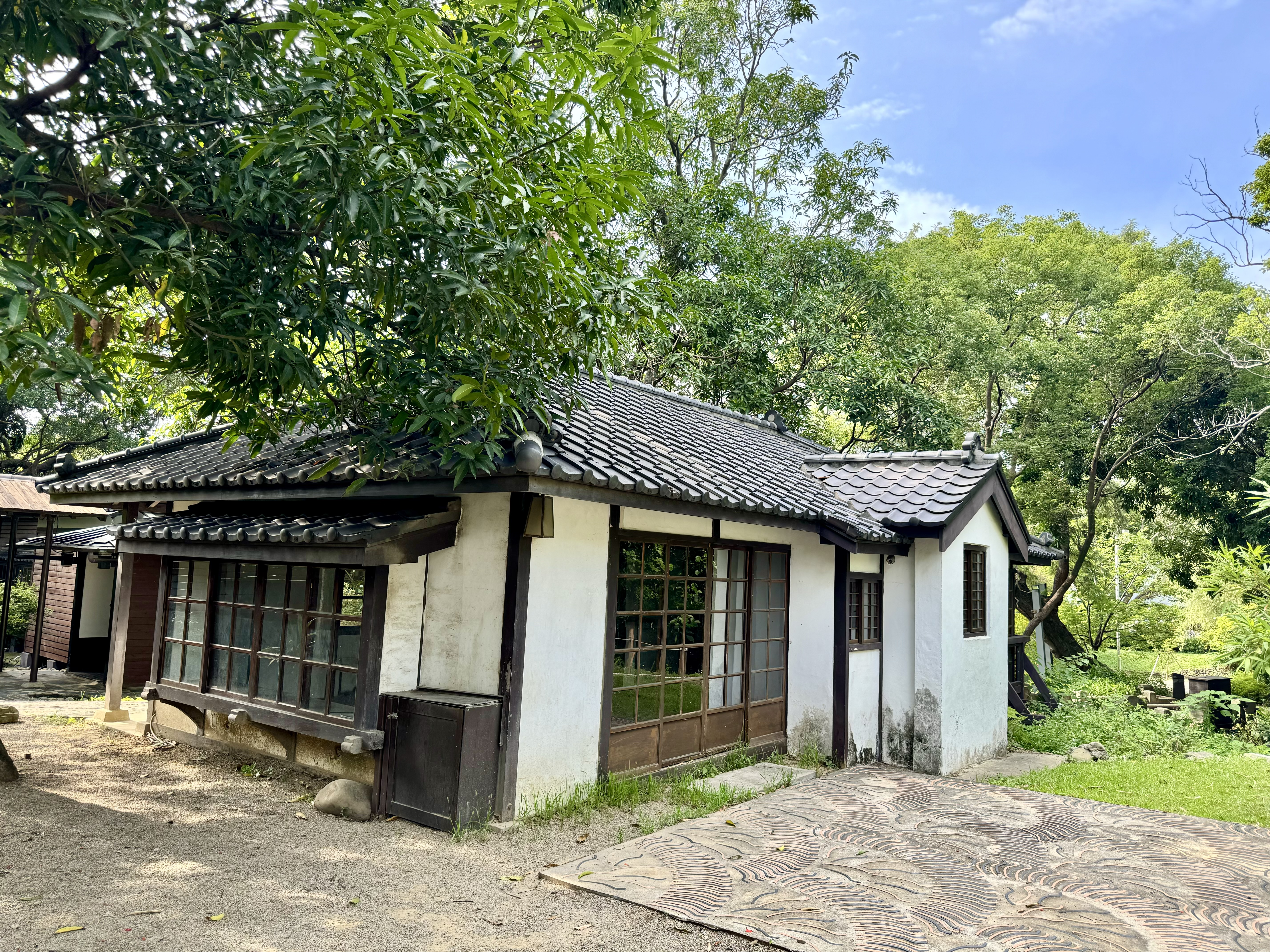
湖畔料亭D棟

2004年6月10日，議員鄭貴元發言說湖畔料亭屬於人文藝術空間，不應由動物園管理。市府將1棟作為咖啡屋，另外3棟作2006年1月21日到4月30日的國際玻璃藝術節場地，別以「杜鵑花館」、「茶花館」及「玫瑰花館」稱呼。2006年9月27日，新竹消防組創始組長只佐善一郎孫子只佐達郎、曾孫只佐一也，在玻璃工藝館義工徐熊富陪同下，來此尋根。之後數年，湖畔料亭就多年沒再積極活化。
2010年1月22日，市長許明財參與「飛躍的一生～傅禎彝」資料展時，宣布湖畔料亭將會活化。2011年4月27日凌晨1點後，不明人士企圖縱火，造成其中的杜鵑花館牆面碳化嚴重。許明財考量空軍十一村是涵蓋到竹蓮國小與竹蓮市場一帶，邀請專家學者舉行座談後為避免混淆，決定將這些料亭正名。2017年8月8日，古蹟、歷史建築、聚落及遺址、文化景觀審議委員會將料亭以「新竹公園湖畔料亭」之名定為歷史建築。
在中央政府補助4億元後，林智堅市政府耗資近6億元整修新竹公園，並配合湖畔料亭作造景，將混凝土護岸改設置石籠與種植多種複層植物，設計水循環系統作瀑布流水。2019年12月28日開始，湖畔料亭有餐飲、書店廠商進駐作活化。原先市府的委外經營權利金為新台幣5.4萬，後已成為臺灣熱門觀光景點，至2024年調漲至12萬元。